# Дялу-Лемешой
Дялу-Лемешой (рум. Dealu Lămășoi) — село у повіті Алба в Румунії. Входить до складу комуни Албак.
Село розташоване на відстані 332 км на північний захід від Бухареста, 64 км на північний захід від Алба-Юлії, 56 км на південний захід від Клуж-Напоки.

## Населення
За даними перепису населення 2002 року у селі проживала 241 особа, усі — румуни. Усі жителі села рідною мовою назвали румунську.